# Jaedyn Randell
Jaedyn Randell is een Nieuw-Zeelands Maori zangeres. Ze sprak de stem in van het personage Vaiana in de gelijknamige Disney film. Daarnaast schrijf ze haar eigen muziek en heeft ze deelgenomen aan televisieprogramma's als Waiata Nation en The Voice Australia.

## Vroegere leven
Randell groeide op in Nieuw-Zeeland en heeft een culture achtergrond uit de Tanui iwi, met banden met de Ngāti Paoa en Ngāti Makirangi hapū. Ze groeide op in de Maori cultuur met de traditionele waarden van de kapa haka, een integraal onderdeel om haar te verbinden met de te ao Māori (de Māori wereld). Randell groeide niet op met de Maori als hoofdtaal. Ze ging naar de kōhanga reo, een school gebaseerd op de waarden van de Māori waar ze deel uitmaakte van meertalige klassen en de taal van de Māori leerde.
Randell studeerde af aan de studie muziektechnologie met een studiekeuze voor muziekproductie en geluidswetenschappen aan de Massey University College of Creative Arts Toi Rauwhārangi. Ze verkreeg een studiebeurs van de universiteit van Māori studenten.

## Carrière
Randell sprake in 2017 op zestienjarige leeftijd de stem in van het Disney personage Vaiana in de Māori versie van de gelijknamige film. De film werd geproduceerd door Matewa Media, geregisseerd door Rachel House, geproduceerd door Tweedie Waititi en gemusiceerd door Rob Ruha. Randell en het team hadden drie maanden om het uitbrengen van de film te voorbereiden tijdens de Māori Language Week, een evenement ter promotie van de revitalisering van de te reo Māori.
In 2021 nam Randell op twintigjarige leeftijd deel aan het tweede seizoen van Waiata Nation, een Māori televisieserie op Whakaata Māori dat in het teken stond van muzikanten die zongen in Māori. De debuutsingle van Randell, "Patupaiārehe," volledig gezongen in Māori, werd geïnspireerd door haar persoonlijke ervaringen met identificering als een blanke Māori vrouw. Het nummer was de manier voor Randell om haar persoonlijke worstelingen ten aanzien van het aannemen van de culturele identiteit te uiten̈ en haar trots voor haar afkomst met de wereld te delen.
In 2024 deed Randell mee aan het dertiende seizoen van The Voice Australia. Tijdens haar blind audition zong Randell het nummer Big White Room van Jessie J waarmee ze de aandacht wist te wekken van coaches Guy Sebastian, Kate Miller-Heidke, en Adam Lambert. Miller-Heidke gebruikte haar mogelijkheid om de overige coaches te blokkeren zodat Randell gegarandeerd onderdeel van haar team werd. Randell schopte het tot de finale van het programma en zong onder andere het nummer "Walking On A Dream" van Empire of the Sun in een duet met coach Miller-Heidke. Als solonummer zong ze het nummer "Snow Angel" van Reneé Rapp. Randell eindigde op de tweede plaats.